# 나쁜 영화
《나쁜 영화》(Bad Movie)는 장선우가 감독한 다큐멘터리 영화이다. 1997년 8월 2일에 개봉되었다.

## 줄거리
이 영화는 가출, 본드, 도둑질을 일삼는 아이들의 모습과 길바닥에서 사는 행려의 이야기가 서로 얼크러져 있는 작품이다. 나쁜 영화를 위해 치렀던 연기자 오디션, 메이킹 필름, 즉석 인터뷰, 돌발퀴즈 등이 기대하지 못했던 곳곳에서 돌발적으로 튀어나와 새로운 시도를 보여준다.

## 등장인물

### 주인공
- 나쁜 아이들 - 한슬기
- 프린스 - 박경원
- 감자 - 이재경
- 새 - 장남경
- 레드변 - 변상규
- 이쁜이 - 권혁신
- 아임떡 - 김덕기
- 뺀 - 이현욱
- 알뽄 - 김꽃지
- 똥자루 -주진주
- 공주 - 최미선

### 그 외 인물
- 연기자 행려 - 안내상, 기주봉, 신종태, 민경진, 김기천, 송강호, 기도영
- 진짜 행려 - 조기형, 만수, 하마, 할렐루야, 깜상, 찌라시
- 폭주 진압 짭새 1 - 김달훈
- 폭주 진압 짭새 2 - 조호정
- 폭주 진압 짭새 3 - 최성
- 빽차 마이크 짭새 - 권태원
- 빽차 운전 짭새 - 고용하
- 폭주족 - 80여명의 폭주족
- 벽돌짱 - 박미영
- 벽돌 맞는 아이 - 정혜숙
- 양파파 아이들 - 박말금
- 아리랑 퍽 아저씨 - 임태진
- 나타 아저씨 - 김수길
- 뽀록난 중년부인 - 서상숙
- 내숭깐 미시족 - 신정호
- 갈아만든 사과 DJ - 배성근
- 젓가락쇼 DJ - 이진우
- 나이트 DJ - 조정희
- 불쬐기 행려 - 고은기
- 산부인과 간호원 - 김순옥
- 춤춰봐 선도위원 - 정영수
- 쇠파이브 선도위원 - 김대성
- 기차 무덤 은주 - 이현주
- 기차 무덤 아이들 - 최도영
- 은주 모친 - 권남희
- 은주 친구 - 최민석
- 단란 손님 - 최정식
- 단란 아가씨 - 하종란
- 단란 타짜 - 유현화
- 배신때린 여자 아이 - 박미현
- 그 아이의 그 엄마 - 김정진
- 얼어붙은 아줌마 - 이연형
- 그 옆집 아줌마 - 김정자
- 사까시맨 - 한성식
- 맞는 교복 - 홍은희
- 개기는 교복 - 임영란
- 대학로 행려 - 박길수
- 지하도 아이들 - 김인영
- 편의점 주인 - 이문식
- 진정한 댄서 - 박준형
- 알리 - 차대환

## 제작진
- 감독 : 장선우
- 조감독 : 김수현
- 연출부 : 이혜영, 조진호, 김봉훈
- 스크립터 : 김소정
- 각본 : 장선우, 김수현
- 촬영 : 최정우, 조용규, 김우형, 염정석, 이혜영
- 촬영부 : 최영환, 김병국, 황민호, 이병호, 김윤희, 선상재, 최영진, 임호상, 정희경
- 조명 : 이석환, Best
- 조명부 : 김태인, 이성환, 이호재, 한광석, 한은남, 김광국, 양요한
- 스틸 : 목나정, 안하진
- 기획 : 김수진 (영화센터)
- 기획진행 : 정선주, 유재학
- 제작 : 안병주, 류진옥
- 제작부장 : 조익환
- 제작부 : 이선미, 임진호
- 동시녹음 : 이병하, 한철희
- 음향 : 이병하, 오원철, 김범수
- 음향효과 : 박준오
- 붐오퍼레이터 : 임동석, 이상준, 이지수, 정진욱, 이상희
- 음악 : 달파란, 장민승, 장민승과 신속배달
- 미술 : 최정화
- 미술팀 : 박혜성, 장재진
- 소품 : 이종필, 김다라
- 특수효과 : 정도안, 정선일
- 분장 : 박윤아
- 분장팀 : 장유정
- 의상 : 박정원
- 편집 : 김용수, 김선민
- 애니메이션 : 나기용, 정동희, 김미선, 박보경, 류영아, 신영애, 김정화, 이성강
- 소품 : 이종필, 김다라
- 시각효과 : L.I.M
- 현상 : 영화진흥공사
- 마케팅 : 김지은, 정수정
- 보조출연 : New Face, 예인베스트
- 키코드 텔레시네 : 이수연
- 사운드에디터 : 이인규, 최태영, 강혜경
- 편집감수 : 김현
- 네가컷팅 : 김선민
- AVID 편집 기술지원 : A&D
- 디자인 : 가슴, 이정라
- 옵티컬 : Hungarian Film Laboratories Ltd.
- 기획총무부 : 백호림, 진광미, 남진우, 박연희
- 발전기 : 이기준
- 운송 : 신순식, 정진우